# Leonor Poeiras
Maria Leonor Poeiras Simões da Conceição (Lisboa, 6 de Maio de 1980) é uma ex-apresentadora de televisão portuguesa.

## Carreira
Começou a sua carreira como jornalista em 2003, na TVI e desde então apresentou vários programas de informação e entretenimento.
É licenciada em Comunicação Social e Cultural pela Universidade Católica Portuguesa, e especializada em jornalismo televisivo pelo Cenjor. Paralelamente estudou Pintura e Artes Plásticas na escola de artes visuais Ar.Co, em Lisboa e Almada.
Fez parte da equipa fundadora do Diário da Manhã, em 2003, como repórter, tendo a sua estreia no entretenimento acontecido em 2004, no programa Fear Factor, gravado na Argentina.
Entre 2004 e 2005 regressa ao Diário da Manhã, como apresentadora. Seguiram-se vários programas, um dos mais emblemáticos foi o Quem Quer Ganha, que esteve no ar longos anos.
Apresentou, ao longo de várias edições do Secret Story - Casa dos Segredos, os Diários da Tarde, Diários da Noite e Emissões "Extra". Em 2011, apresentou o programa Agora é que Conta e o reality show Perdidos na Tribo. Em 2014 apresentou o programa Rising Star - A Próxima Estrela, com Pedro Teixeira. Em 2015, conduziu os diários do reality show "A Quinta", apresentou ainda o programa "Temos Negócio!". Em 2016, foi mentora no programa Pequenos Gigantes e foi também um dos rostos do programa das tardes de sábado, "Juntos Fazemos a Festa" também na TVI. Co-apresentou de 2011 e até dezembro de 2019 o programa semanal "Somos Portugal".
Na imprensa colaborou com a revista Máxima, autora da coluna "A idade da inocência" e com a revista Cais.
Em Abril de 2017, apresentou a nova edição do MasterChef Celebridades na TVI. Em 2018, substituiu Manuel Luís Goucha na apresentação do Você na TV!. Em 2019, apresentou os programas "Juntos em Festa", "Quem Quer Casar Com o Meu Filho?" e a 1a edição do talent-show "Cabelo Pantene - O Sonho". Entre 2018 e 2020, apresentou o programa A Tarde é Sua, nas ausências de Fátima Lopes. Em Março de 2020 apresentou o Especial Todos por Todos associado à Covid-19 na TVI.
Em Julho de 2020, anuncia que foi dispensada da TVI. A comunicadora avançou com um processo contra a TVI por alegado despedimento sem motivo válido e sem a ressarcir pelo longo período de tempo que dispensou ao canal.
Após a saída da TVI, Leonor Poeiras cria um novo projeto digital "Post Cast" com o nome "Levantar Poeira" no qual entrevista diversas personalidades e torna-se empresária.

## Televisão
| Canal | Ano         | Programa                                          | Tarefa                                                        |
| ----- | ----------- | ------------------------------------------------- | ------------------------------------------------------------- |
| TVI   | 2003        | Diário da Manhã                                   | Repórter                                                      |
| TVI   | 2004        | Fear Factor - Desafio Total                       | Apresentadora, com José Carlos Araújo                         |
| TVI   | 2004 - 2005 | Diário da Manhã                                   | Pivot, em conjunto com Rui Pedro Baptista                     |
| TVI   | 2005        | 1.ª Companhia                                     | Apresentadora do Diário da Noite                              |
| TVI   | 2006        | Pedro, O Milionário                               | Apresentadora do Diário                                       |
| TVI   | 2006        | Canta por Mim                                     | Repórter                                                      |
| TVI   | 2006 - 2010 | Quem Quer Ganha                                   | Apresentadora                                                 |
| TVI   | 2007        | 7 Maravilhas de Portugal                          | Apresentadora                                                 |
| TVI   | 2008 - 2009 | As Tardes da Júlia                                | Apresentadora nas ausências de Júlia Pinheiro                 |
| TVI   | 2010        | Euromilhões                                       | Apresentadora nas ausências de Marisa Cruz                    |
| TVI   | 2010        | Secret Story - Casa dos Segredos 1                | Apresentadora do Diário da Tarde                              |
| TVI   | 2010        | Secret Story - Casa dos Segredos 1                | Apresentadora do Diário da Noite e do Extra com Pedro Granger |
| TVI   | 2011        | Agora é que Conta                                 | Apresentadora                                                 |
| TVI   | 2011        | Perdidos na Tribo                                 | Apresentadora                                                 |
| TVI   | 2011        | Especial da TVI Festas de S. Mateus               | Apresentadora                                                 |
| TVI   | 2011        | Especial da TVI Festas do Senhor Jesus da Piedade | Apresentadora                                                 |
| TVI   | 2011        | Secret Story - Casa dos Segredos 2                | Apresentadora do Diário da Noite                              |
| TVI   | 2011 - 2012 | Dá Cá Mais 5                                      | Apresentadora                                                 |
| TVI   | 2011 - 2019 | Somos Portugal                                    | Apresentadora                                                 |
| TVI   | 2012 - 2013 | Vídeo POP                                         | Apresentadora, ao lado de Nuno Eiró                           |
| TVI   | 2012        | Secret Story - Casa dos Segredos 3                | Apresentadora do Diário da Noite                              |
| TVI   | 2013        | Secret Story - Casa dos Segredos: Desafio Final 1 | Apresentadora do Diário da Noite                              |
| TVI   | 2013        | Secret Story - Casa dos Segredos 4                | Apresentadora do Extra                                        |
| TVI   | 2014        | Secret Story - Casa dos Segredos: Desafio Final 2 | Apresentadora do Extra                                        |
| TVI   | 2014        | Rising Star - A Próxima Estrela                   | Apresentadora, ao lado de Pedro Teixeira                      |
| TVI   | 2014 / 2017 | Euromilhões                                       | Apresentadora nas ausências de Mónica Jardim                  |
| TVI   | 2015        | A Quinta                                          | Apresentadora do Diário                                       |
| TVI   | 2015 - 2016 | Temos Negócio!                                    | Apresentadora                                                 |
| TVI   | 2016        | Juntos, Fazemos a Festa                           | Apresentadora                                                 |
| TVI   | 2016 - 2018 | NOS Primavera Sound                               | Repórter                                                      |
| TVI   | 2016        | Pequenos Gigantes 2                               | Mentora                                                       |
| TVI   | 2017        | MasterChef Celebridades                           | Apresentadora                                                 |
| TVI   | 2018 - 2020 | A Tarde é Sua                                     | Apresentadora nas ausências de Fátima Lopes                   |
| TVI   | 2018        | Você na TV!                                       | Apresentadora nas ausências de Manuel Luís Goucha             |
| TVI   | 2019        | Juntos em Festa                                   | Apresentadora                                                 |
| TVI   | 2019        | Quem Quer Casar Com o Meu Filho?                  | Apresentadora                                                 |
| TVI   | 2019        | Cabelo Pantene - O Sonho 1                        | Apresentadora, ao lado de Luís Borges                         |
| TVI   | 2020        | Todos Por Todos: Especial Covid-19                | Apresentadora, ao lado de João Póvoa Marinheiro               |

### +TVI
- 2013 - Vídeo POP, com Nuno Eiró
- 2014 - NOS Air Race Championship (emissão especial)

### EspeciaisTVI
- 2004 - 2019 - Especiais Aniversários TVI (co-apresentadora)
- 2010 - Gala de Natal TVI
- 2012 - Especial Natal Feliz - Missão Sorriso (apresentadora)
- 2012 - Gala das Estrelas TVI
- 2013 - Gala TVI 20 Anos
- 2013 - Especial Natal Feliz - Missão Sorriso (apresentadora)
- 2013 - Gala das Estrelas TVI
- 2014 - Especial Natal Feliz - Missão Sorriso (apresentadora)
- 2014 - Gala das Estrelas TVI
- 2015 - Especial da TVI Aniversário 22 Anos (apresentadora)
- 2015 - Festa de Verão TVI (apresentadora)
- 2016 - Sorteio da Lotaria de Natal (apresentadora)
- 2017 - Especial 24 anos TVI (apresentadora)
- 2018 - Especial 25.° Aniversário TVI (apresentadora)
- 2018 - Millennium Estoril Open (repórter)
- 2019 - Juntos Somos Mais Fortes (apresentadora, com Pedro Teixeira)

### Participações Especiais
- 2013 - Vale Tudo - SIC
- 2021 - 5 para a Meia Noite - RTP1

### Livros
- 2015 - Oficina Poeiras[6]